# 皮耶韦圣贾科莫
皮耶韦圣贾科莫（義大利語：Pieve San Giacomo），是意大利克雷莫纳省的一个市镇。总面积14平方公里，人口1604人，人口密度每平方公里114.6人（2009年）。国家统计（ISTAT）代码为019075。